# 学校法人篠原学園
学校法人篠原学園（しのはらがくえん）とは、かつて福岡県北九州市小倉南区にあった学校法人。
※東京にある篠原学園専門学校を運営する「学校法人篠原学園」とは関係がない。

## 沿革
- 1948年 小倉ドレスメーカー女学院開校。
- 1968年 北九州女子短期大学を開学。
- 1974年 北九州女子短期大学を廃止。
- 1999年 学校法人国際学園に合併。

## 運営学校
- 北九州女子短期大学
- 徳力団地幼稚園